# 오기노 켄
오기노 켄 (荻野 ケン)은 만화가로. 일본 아이치현 출신이다.